# Arlette et ses papas
Pour plus de détails, voir Fiche technique et Distribution.
Arlette et ses papas est un film français réalisé par Henry Roussel, sorti en 1934.

## Synopsis
Lorsqu'Arlette nait, sa mère fait croire à son jeune et riche amant, Pierre (Jules Berry), de retour du front, qu'il en est le père. Alors qu'Arlette atteint l'âge de se marier, son véritable père, le fantasque Mérové (Max Dearly), se ruine. Pierre imagine alors un mariage blanc avec Arlette pour la sauver de la misère. C'est sans compter avec le fait qu'Arlette est amoureuse de Pierre et a bien l'intention de consommer le mariage. Les choses se compliquent avec l'intervention de Nadine, maîtresse de Pierre et de Mérovée …

## Fiche technique
- Titre : Arlette et ses papas
- Réalisation : Henry Roussel
- Scénario : Henry Roussel, d'après la pièce Avril (1932) de Georges Berr et Louis Verneuil
- Dialogues : Georges Berr et Louis Verneuil
- Photographie : Raymond Agnel
- Décors : Lucien Aguettand et Guy de Gastyne
- Son : Robert Teisseire
- Musique : Marcel Pollet
- Pays d'origine :  France
- Production : Pathé-Natan
- Genre : Comédie
- Durée : 102 minutes
- Date de sortie : France, 7 septembre 1934

## Distribution
- Renée Saint-Cyr : Arlette, fille de Gabrielle et Mérové
- Suzanne Dantès : Gabrielle, épouse de Mérové, maîtresse de Pierre et mère d'Arlette
- Max Dearly : Mérové, époux de Gabrielle et père d'Arlette
- Jules Berry : Pierre de Préignon, amant de Gabrielle, mari d'Arlette
- Christiane Delyne : Nadine de Montespan, maîtresse de Pierre et Mérové
- Pierre Stephen : Lecouturier, homme de loi, confident de Pierre
- Jacques Butin : Amédée Pépin, soupirant d'Arlette
- Christian Argentin : le professeur
- Adrienne Trenkel : l'infirmière